# Marjolein de Sterke
Marjolein de Sterke (Hilversum, 1953) is een Nederlands violiste.
Haar vader Willem Harold de Sterke was solo-cellist bij het Radio Kamer Filharmonie en Radio Filharmonisch Orkest, haar moeder Jetty van Staveren was hoofddocent piano aan het Conservatorium van Hilversum (Muzieklyceum). Broer Michiel de Sterke was als violist werkzaam in een van de omroeporkesten gespeeld hebben, het Noordhollands Philharmonisch Orkest en het Noord Nederlands Orkest.
Ze begon met spelen toen ze elf jaar was. Ze kreeg haar muziekopleiding aan het genoemde muzieklyceum, maar daar bleek ze volgens de leiding te goed. Ze was gast in shows van Ted de Braak en Willem Duys (Voor de vuist weg), ook trad ze op in Stuif es in. Ze was in 1970 al in het bezit van aanbevelingsbrieven van Roberto Benzi en Dean Dixon. Ze speelde op het Nieuwjaarsconcert van 1970 georganiseerd door Piet Struijk en begeleid door Betsy Culp. Ze nam verdere lessen bij Theo Olof en werd gezien als aankomend concurrent/opvolger van Emmy Verhey, Vera Beths en Else Krieg. De Sterke was winnares van het Nationaal Vioolconcours Oskar Back in 1973. Aanvullende lessen volgden bij Isidor Lateiner en Nathan Milstein. In juli 1973 soleerde De Sterke in het vioolconcert van Felix Mendelssohn Bartholdy, begeleid door het Concertgebouworkest onder leiding van Hans Vonk. In 1976 was er een kleine rel rondom De Sterke en Emmy Verhey die beiden voortijdig uitvielen bij de Koningin Elisabethwedstrijd. Ze kwamen beiden niet door de voorronden heen.
De Sterke werd in Portugal violiste in het Portugees Nationaal Orkest en viooldocente aan het Conservatório de Música de Sintra in Rio de Mouro.